# Amyris rekoi
Amyris rekoi är en vinruteväxtart som beskrevs av Joseph Blake. Amyris rekoi ingår i släktet Amyris och familjen vinruteväxter. Inga underarter finns listade i Catalogue of Life.